# ブリティッシュサウスアメリカン航空スターダスト号事故
ブリティッシュサウスアメリカン航空スターダスト号事故（ブリティッシュサウスアメリカンこうくうスターダストごうじこ）とは、1947年8月2日、ブリティッシュサウスアメリカン航空 (British South American Airways, BSAA) 所属のアブロ ランカストリアン型旅客機スターダスト号（機体記号 G-AGWH）がアルゼンチンのブエノスアイレスを出発しチリのサンチアゴに向けて飛行中、アルゼンチンアンデスのトゥプンガト山に墜落した事故である。広範囲（実際の墜落地点も含まれていた）の捜索が行われたが、乗員乗客はおろか機体すら発見することができず、50年以上にわたり行方不明のままとなり、様々な陰謀説が巷で語られた。 
1990年後半になり、事故機の残骸と思われる破片が氷河の中から出現し始めた。現在では、高高度のジェットストリーム（当時はほとんど理解されていなかった）の中を飛行することで自機の正確な位置が把握できなくなったことが事故原因だと考えられている。まだ山頂付近の雲の中を飛行していた状態であったにもかかわらず、誤って山頂は過ぎたものと判断して降下を始めてしまいトゥプンガト山に衝突し全員が死亡、そのまま雪と氷の中に閉じ込められた。 
スターダスト号が着陸予定時刻の4分前にサンチアゴ空港に向けてモールス送信した最後の語は “STENDEC” で、これを2度繰り返したが、この語の正確な意味は未だに分かっていない。

## 背景
当該機はアブロ・691 ランカストリアン3型機で、製造者による英国軍需省向け番号は “1280”。定員は13名で1945年11月27日に初飛行が記録されている。1946年1月1日発行の民間用途での耐空証明番号は “7282”。 1946年1月12日に BSAA に譲渡、同16日に機体記号 “G-AGWH” を取得した。機体の固有名は “Star Dust”（スターダスト） だった。 
スターダストは事故のフライト時、乗客6名とクルー5名が搭乗していた。機長レジナルド・クック (Reginald Cook)、副操縦士ノーマン・ヒルトン・クック (Norman Hilton Cook) およびセカンドオフィサーのドナルド・チェックリン (Donald Checklin) の3人全員が第二次世界大戦中に空中戦の経験を持つ元英国王立空軍パイロットだった。レジナルド・クックは殊功勲章と殊勲飛行十字章を叙勲されていた。無線通信士のデニス・ハーマー (Dennis Harmer) も民間および戦時中の勤務記録があった。スターガール (Stargirl) と呼ばれた客室乗務員のアイリス・エバンズ (Iris Evans) は前職が王立婦人海軍 (Women's Royal Naval Service, Wrens) だった。 
スターダストの最後のフライトは、1947年7月29日にロンドンをアブロ ヨーク型機（固有名 スターミスト）で出発して同8月1日にアルゼンチンのブエノスアイレスに着陸、さらに飛行機を交換してチリのサンチアゴを最終目的地とするBSAA CS59便のファイナルレグだった。マルタ・リンパートは分かっている限りただ一人ロンドンから搭乗してサンチアゴまで旅行する乗客だった。 

## 失踪

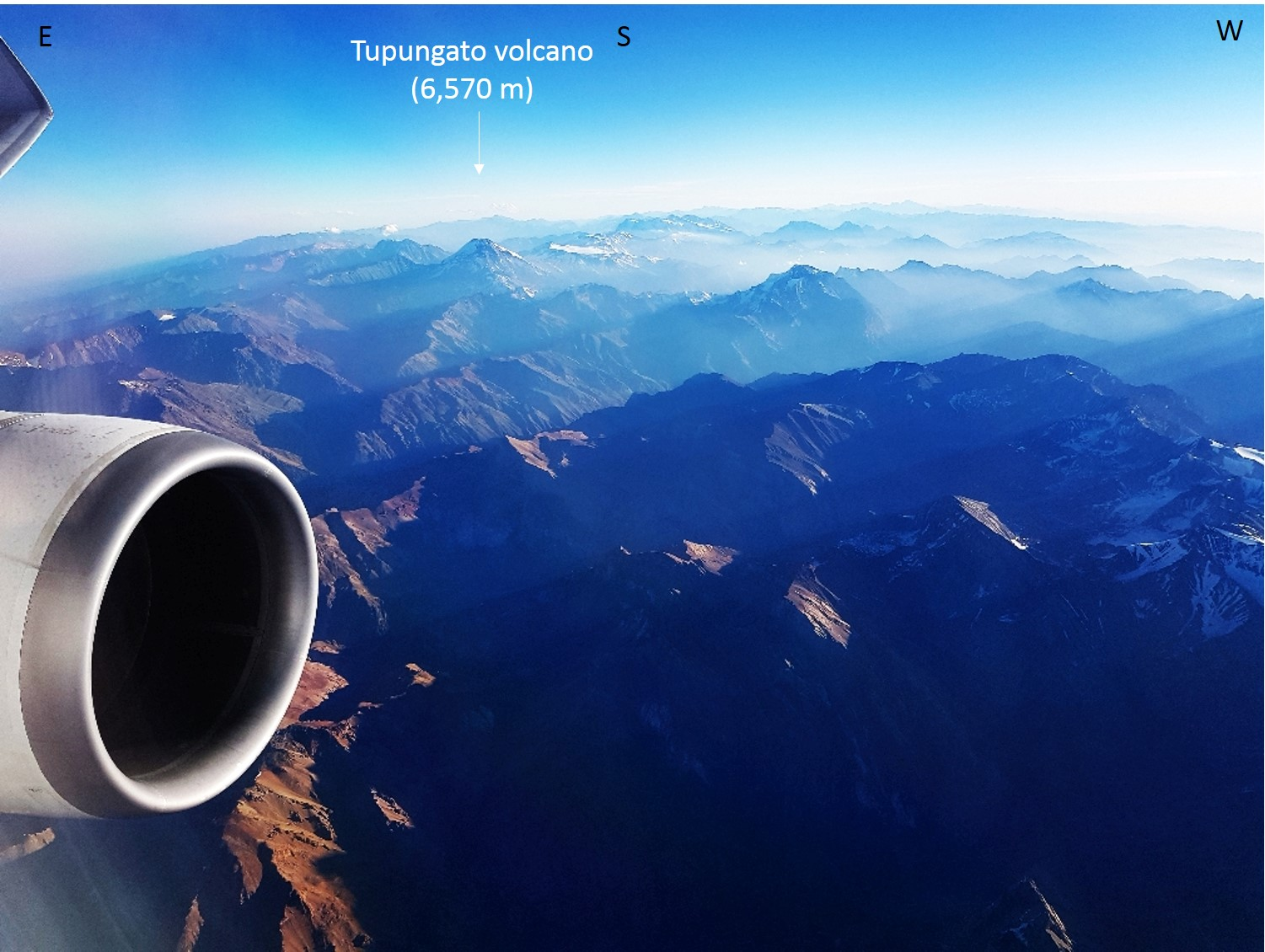
上空から見たトゥプンガト山

スターダストは8月2日午後1時46分にブエノスアイレスを離陸し、無線技士（ハーマー）がモールス通信で午後5時41分にサンチアゴ空港に定時連絡で午後5時45分の到着予定を打電するまで、特段の問題はなかった。しかし、スターダストは到着せず、空港で無線送信が受信されなくなり、チリおよびアルゼンチンの捜索チームと他のBSAAパイロットらによる集中的な取り組みがなされたが、航空機または搭乗中の人々の痕跡を明らかにすることができなかった。 BSAA最高責任者、エアバイスマーシャルのドン・ベネットが捜索の陣頭指揮を執ったが、5日間の捜索で何も得られなかった。 
スターダストからの微弱な SOS 信号を受信したと主張するアマチュア無線家からの通報は、当初は生存者がいるのではないかとの期待を高めた。だがその後何年にもわたって失踪した航空機を見つける試みはすべて失敗した。 確固たる証拠がなかったため、破壊行為の噂（後に BSAAに属している航空機が2機失踪したことを含む）を含む多数の憶測を生んだ。 スターダストがその乗客によって運ばれている外交文書を破壊するために爆破されたかもしれないという推測や、スターダストが UFO によって連れ去られたまたは破壊された可能性があるという説（フライトの最後のモールス符号メッセージに関する未解決の質問に刺激されたアイデア）など。 

## 残骸の発見と墜落の状況
1998年に、2人のアルゼンチン人登山家がアンデス山脈のトゥプンガト山を登山中、メンドーサ（アルゼンチン）の西南西60マイル（97キロメートル）、サンチアゴの東およそ50マイル（80キロメートル）、高度およそ 15,000フィート（およそ4,600メートル）の地点で氷河の中にロールスロイス マーリンエンジンと変形した金属の破片、衣服の断片を発見した。 
2000年に、アルゼンチン陸軍の捜索隊によりプロペラと車輪（そのうち1本は無傷で空気が入った状態だった）が発見された。残骸の飛散状況から、墜落当時の機首の向きも分かり、空中爆発ではないことの証左となった。また3人分の胴体、アンクルブーツおよびその中の足、マニキュアを施された手も発見した。2002年までに、8人の英国人犠牲者のうち5人の身元が DNA 鑑定を通して特定された。 
発見されたプロペラは、事故機が衝突した時点でエンジンが巡航速度に近い出力で飛行していたことを示した。さらに、車輪は引き込まれた状態であり、緊急着陸を試みていたわけではないことから CFIT であったと推定された。スターダスト号の最後の段階では雲が厚く地上は見えなかった。ジェットストリーム（高高度において、地表で観測されるそれとは異なる方向に吹く強い気流で、1947年当時はこの現象はまだ理解されていなかった）の中を進んだため航法上大きなエラーが発生した。旅客機がアンデス山脈を越えるため高度24,000フィート（およそ7,300メートル）で飛行する際には、まさにこのジェットストリームが西から南西に向けての向かい風となり、対地速度が著しく低下した。   
対地速度を誤って実際よりも高く見積もったために、クルーはアンデスを安全に越えたと考えてサンチアゴへの降下を開始したが、実際にはクルーが考えていた位置よりかなり東北東にずれを生じており高速でトゥプンガト氷河に向かって飛行していた、と結論付けられた。だが BSAA の他のパイロットたちはこの考えに否定的であり、クック機長は山を越えたという明確な兆候を得ていない状態で降下を始めることはなかったであろうと考え、強風その他の要因で機体に急降下を生じたのではないかと推定した。パイロットの一人は「我々全員は乱気流や着氷といった脅威があるので、山頂上空の雲の中には侵入しないように注意されている」と語った。   
1972年のウルグアイ空軍571便遭難事故（映画 “Alive” （生きてこそ）で有名になった）もこのスターダスト号同様のプロセスを経て墜落に至っている。ただしこの事故では山腹への正面衝突ではなく、山腹をかすめるように衝突したため生存者があった。 
スターダスト号はほぼ垂直に切り立った氷河頂部の雪原に衝突し、同時に生じた雪崩によって残骸が覆い隠されてしまい捜索隊は発見することができなかった。時間が経つに連れ圧雪が氷にかわりこれら残骸は氷河の流れのなかに取り込まれた。何十年もの間に氷河はゆっくりと流れて山を下りていった。1998年から2000年にかけて、推定される残骸量のおよそ10%が氷河から露出し、さらなる事故調査の参考となった。今後は通常の氷河流だけでなく、氷河自体の溶融量が増加してきているので、より多くの破片類が出現することが予想されている。 
2000年のアルゼンチン空軍の調査により、クック機長に過失がないことが明白となり、事故原因は「激しい吹雪」と「極めて厚い雲」により、操縦クルーらは「自機の位置を補正することができなかったため」とされた。

## STENDEC
サンチアゴ空港のチリ空軍無線技士の報告によれば、午後5時41分、最後の言葉として、“STENDEC” というモールス符号による無線通信を受信した。「大音量かつ明瞭」な通信だったが非常に速かった、という。電文は ” ETA SANTIAGO 17.45 HRS STENDEC” で、自機の位置、高度、予想到着時刻は午後5時45分などといった一連のメッセージのうちの最後の一文だった。“STENDEC” はこの無線オペレータにはなじみのない単語であり意味が分からなかったので再送信を要求し、通信が途絶える前に2度同じ電文を受信している。この単語は現在においてもその意味に関して決定的な説明がついておらず、様々な憶測を呼んだ。 
2000年にスターダスト号失踪に関するエピソードを放送したBBCテレビシリーズHorizon のスタッフには、視聴者から “STENDEC” の解釈に関する何百ものメッセージが寄せられた。これらは諸説あったが、おそらく低酸素症に苦しんでいた（当該機種は与圧システムを備えていなかった）スターダストの無線技士が "DESCENT"（降下）という単語の文字順を滅茶苦茶に送信してしまった、という推理（DESCENT は STENDEC のアナグラムとなっている）や、STENDEC は何らかのフレーズの頭文字を並べたものという説、空港の無線技士が複数回繰り返されたと報告されているにもかかわらず、そのモールス符号を誤って聞き取った可能性などが含まれていた。番組スタッフは、モールス符号の特質に起因する誤解釈の可能性を除いて、これら視聴者による謎解きの中には皆を説得させられるものはない、と結論付けた。視聴者情報の中に、第二次世界大戦中のパイロットは、航空機が危険な天候に遭遇し、墜落する可能性が高くなった際に、しばしばこのような言い回しを用いたというものがあった。"Severe Turbulence Encountered, Now Descending Emergency Crash-landing"（激しい乱気流に遭遇し、これから不時着のための緊急降下をおこなう）。また、客室乗務員を含むすべてのクルーが第二次世界大戦中に軍における航空関連の経験があったことも知られている。ただし、この理論は、無線通信でフライトの推定到着時間を報告している事実と矛盾する。 
これまでに提唱された最もシンプルな説明は、モールス符号の打電速度が速すぎて、文字を区切るスペースが短すぎたか、または一定しないテンポで送信されたため受信者が正しく聞き取れなかったというものだ。モールス符号では、文字と文字の間に正確な間隔（スペース）を設けることが、電文を適切に解釈するために不可欠である。 “STENDEC” は、”SCTI AR”（SCTI はサンチアゴ空港のコード、ARは通信終了の意）と短点長点の並び順が全く同じでスペースの位置のみが異なる。送信された文字列である ”SCTI AR” は、この事故当時の状況を考慮すると、発せられたとしても矛盾は生じない。   

## ノート
1. 1 2 3  “Crash pilot cleared 50 years on”. The Guardian. (2000年7月7日) 2011年9月28日閲覧。
2. 1 2 3  “Pilot finally cleared over mystery of 1947 mountain plane disaster”. The Birmingham Post. (2000年7月8日) 2011年8月18日閲覧。
3. ↑  Ottaway, Susan; Ottaway, Ian (2007). “Aircraft operated by British South American Airways”. FLY WITH THE STARS, a history of British South American Airways. Speedman Press Limited. ISBN 978-0-7509-4448-9
4. ↑  Rayner (2002), pp. 119–122.
5. ↑  Rayner (2002), p. 119.
6. ↑  “Vanished: 1947 Official Accident Report”. pbs.org.   PBS. 2011年8月18日閲覧。
7. ↑  Rayner (2002), p. 124.
8. 1 2 3 4  “'STENDEC' – Stardust's final mysterious message”. BBC (2000年11月2日). 2011年8月18日閲覧。
9. 1 2  Jackson, Archie (1997). Can Anyone See Bermuda? Memories of an Airline Pilot (1941–1976). Gillingham, Dorset: Cirrus Associates. p. 75. ISBN 0-9515598-5-0
10. 1 2 3  “Vanished: The Plane That Disappeared”. BBC (2000年11月2日). 2011年8月18日閲覧。
11. ↑  "Stardust Lost in the Andes". Vanishings!. 27 September 2003. History International。
12. ↑  Rayner (2002), p. 212.
13. ↑  “DNA clues reveal 55-year-old secrets behind crash of the Star Dust”. The Guardian. (2002年9月6日) 2011年8月18日閲覧。
14. ↑  Rayner (2002), p. 213.
15. ↑  Rayner (2002), p. 214.
16. ↑  Rayner (2002), pp. 215–216.
17. ↑  “I Am Alive: The Crash of Uruguayan Air Force Flight 571”. History.com. 2012年10月5日時点のオリジナルよりアーカイブ。2011年8月18日閲覧。
18. ↑  Ministry of Civil Aviation (1948), Ministry of Civil Aviation, Civil Aircraft Accident: Report on the accident to Lancastrian III G-AGWH which occurred on 2nd August 1947 in the Andes Mountains South America (Accidents Investigation Branch Report No. C.A. 106), London: His Majesty's Stationery Office,  オリジナルの10 August 2014時点におけるアーカイブ。 2013年1月7日閲覧。
19. ↑  Rayner (2002), p. 125.
20. ↑  Bowcott, Owen (2002年9月6日). “DNA clues reveal 55-year-old secrets behind crash of the Star Dust” (英語). The Guardian
21. ↑   SAR Technology – Aviation Cold Case Response